# علي الزواوي
علي الزواوي، ولد في 10 نوفمبر 1925 وتوفي في 18 فيفري 1972، خبير اقتصادي وسياسي تونسي، محافظ للبنك المركزي التونسي.

## تكوينه
يستمد لقبه من مجموعة زواوة ذات الأصول البربرية وتنحدر عائلته من مدينة حاجب العيون التابعة إلى ولاية القيروان. تابع دراسة الحقوق والعلوم الاقتصادية بفرنسا،

## مساره المهني
عند تأسيس البنك المركزي التونسي عام 1958 عين نائبا لمحافظه، ليرتقي بعد تسمية الهادي نويرة وزيرا أول في 2 نوفمبر 1970 إلى منصب محافظ البنك المركزي مع رتبة وزير، وقد استمر في منصبه إلى وفاته في 1972. تولى فيما بين 1968 و1970 رئاسة نادي الترجي الرياضي التونسي، كما أنه أول من أدار معهد الدراسات التجارية العليا بقرطاج. توفي خلال حادث مرور.